# How?
"How?" är en låt av John Lennon, inspelad 1971 och återfinns på albumet Imagine. Låten är inspirerad av primalterapi vilket Lennon tidigare hade genomgått tillsammans med Yoko Ono.